# Victor von Richthofen
Victor Ludwig Eduard Wilhelm Freiherr von Richthofen (* 5. Januar 1839 in Cammerau, Kreis Schweidnitz; † 19. August 1909 in Wiesbaden) war ein preußischer Generalleutnant.

## Leben

### Herkunft
Victor war ein Sohn des Rittergutsbesitzers Eduard von Richthofen (1801–1863) und dessen Ehefrau Amalie, geborene von Schmettau (1809–1843). Sein älterer Bruder Bernhard (1836–1895) wurde Landrat und Polizeipräsident von Berlin.

### Militärlaufbahn
Nach seiner Erziehung im elterlichen Hause sowie in den Kadettenhäusern in Wahlstatt und Berlin wurde Richthofen am 2. Mai 1857 als Portepeefähnrich dem 8. Infanterie-Regiment (genannt Leib-Infanterie-Regiment) der Preußischen Armee überwiesen. Bis Mitte April 1864 avancierte er zum Premierleutnant. Während des Krieges gegen Dänemark nahm Richthofen im gleichen Jahr an der Belagerung und Erstürmung der Düppeler Schanzen teil und wurde für sein Verhalten mit dem Roten Adlerorden IV. Klasse mit Schwertern ausgezeichnet. Ab dem 1. Oktober 1865 war er zur weiteren Ausbildung für drei Jahre an die Kriegsakademie kommandiert. Dieses Kommando wurde im Jahr darauf durch die Teilnahme am Krieg gegen Österreich unterbrochen. Richthofen kam dabei in den Schlachten bei Gitschin und Königgrätz zum Einsatz.
Nach dem Beginn des Krieges gegen Frankreich nahm er zunächst an den Kämpfen bei Spichern teil und wurde bei Mars-la-Tour leicht verwundet. Während der Belagerung von Metz erfolgte am 2. September 1870 unter Beförderung zum Hauptmann die Ernennung zum Chef der 10. Kompanie. Richthofen führte seine Einheit im weiteren Kriegsverlauf in den Schlachten bei Beaune-la-Rolande, Orléans und Le Mans. Ausgezeichnet mit dem Eisernen Kreuz II. Klasse avancierte er nach dem Frieden von Frankfurt Mitte Mai 1880 zum Major und wurde im Januar 1882 etatsmäßiger Stabsoffizier. Daran schloss sich von Dezember 1883 bis Ende August 1887 eine Verwendung als Kommandeur des I. Bataillons an. Anschließend wurde Richthofen als Oberstleutnant und etatsmäßiger Stabsoffizier in das Kaiser Franz Garde-Grenadier-Regiment Nr. 2 versetzt. Mit der Beförderung zum Oberst erhielt er am 24. März 1890 das Kommando über das in Wittenberg stationierte Infanterie-Regiment „Graf Tauentzien von Wittenberg“ (3. Brandenburgisches) Nr. 20 und kommandierte ab dem 25. März 1893 als Generalmajor die 22. Infanterie-Brigade in Breslau. Unter Verleihung des Roten Adlerordens II. Klasse mit Schwertern am Ringe stellte man ihn am 14. Mai 1894 in Genehmigung seines Abschiedsgesuches mit der gesetzlichen Pension zur Disposition. Nach seiner Verabschiedung erhielt Richthofen am 22. März 1897 noch den Charakter als Generalleutnant.